# Walter Nausch
Walter Nausch (5 de fevereiro de 1907 — 11 de julho de 1957) foi um futebolista e treinador de futebol austríaco.

## Carreira como treinador
Walter Nausch dirigiu a Áustria na Copa do Mundo de 1954, sediada na Suíça, na qual a Áustria terminou na 3ª colocação dentre os 16 participantes.

## Morte
Walter Nausch faleceu de ataque cardíaco em 11 de julho de 1957, aos 50 anos.